# Elecciones estatales de Mato Grosso del Sur de 2022
Las elecciones estatales en Mato Grosso del Sur en 2022 se realizarán el 2 de octubre y el 30 de octubre de 2022, El actual gobernador interino es Reinaldo Azambuja, del Partido de Social Democracia Brasileña (PSDB). Para la elección al Senado Federal, está en disputa la vacante ocupada por Simone Tebet, del Movimiento Democrático Brasileño (MDB), electa en 2014.
El gobernador y el vicegobernador elegidos en esta elección ejercerán su mandato unos días más. Esto se debe a la Reforma Constitucional N° 111, que modificó la Constitución y dispuso que el mandato de los gobernadores de los Estados y del Distrito Federal debe comenzar el 6 de enero siguiente a la elección. Sin embargo, los candidatos electos en esta elección tomarán posesión el 1 de enero de 2023 y entregarán su cargo el 6 de enero de 2027.

## Calendario electoral
| Calendario electoral             | Calendario electoral |
| -------------------------------- | --- |
| 15 de mayo                       | Inicio del financiamiento de precandidatos                                                                                         |
| 20 de julio al 5 de agosto       | Convenciones partidarias para elegir candidatos y coaliciones                                                                      |
| 16 de agosto al 30 de septiembre | Periodo de exhibición de propaganda electoral gratuita en radio, televisión e internet relacionada con la primera vuelta.          |
| 2 de Octubre                     | Primera vuelta de las elecciones                                                                                                   |
| 7 al 28 de octubre               | Periodo de exhibición de propaganda electoral gratuita en radio, televisión e internet relacionada con una posible segunda vuelta. |
| 30 de octubre                    | Segunda vuelta electoral |
| hasta el 19 de diciembre         | Entrega de credenciales a los elegidos por la Justicia Electoral                                                                   |

## Candidatos al gobierno de Mato Grosso del Sur

### Biografías de candidatos
- Eduardo Riedel (PSDB): Nacido en Río de Janeiro, en 1969, es empresario . Fue Secretario de Estado de Infraestructura y Vivienda de Mato Grosso del Sur entre febrero de 2021 y abril de 2022 y también Secretario de Estado de Gobierno y Gestión Estratégica de Mato Grosso del Sur entre 2015 y 2021, en la gestión del Gobernador Reinaldo Azambuja. Riedel también fue presidente de la Unión de Maracaju en 1999 y vicepresidente de la Federación de Agricultura y Ganadería de Mato Grosso do Sul, y también fue director de la Confederación Nacional de Agricultura (CNA). Entre 2012 y 2014 fue presidente de Famasul y entre 2011 y 2014 fue también presidente del Consejo del Sebrae/MS.[3] Su candidatura fue oficializada por el PSDB en una convención el 5 de agosto.[4] El subcampeón de su boleto es el abogado José Carlos Barbosa (también conocido como Barbosinha), nacido en 1964, nacido en São Simão y afiliado a Progresistas . Barbosinha es diputado estatal desde 2014 y también fue Secretario de Estado de Justicia y Seguridad Pública de Mato Grosso del Sur entre abril de 2016 y diciembre de 2017, presidente de SANESUL entre 2007 y 2014 y alcalde de Angélica entre 1989 y 1992.[5]
- Contar (PRTB): Natural de Campinas, nació en 1983 y es militar retirado. Es diputado estatal por Mato Grosso del Sur desde 2019 y también fue el más votado del estado en las elecciones de 2018 . Su candidatura fue lanzada en una convención del partido el 5 de agosto. El candidato a vicegobernador es Humberto Sávio Abussafi Figueiró (también conocido como Beto Figueiró), abogado, profesor universitario, empresario y ganadero. Nació en 1967, es de Campo Grande y también es miembro del Partido Renovador Laborista Brasileño (PRTB).[6][7][8]
- André Puccinelli (MDB): Nacido en Viareggio, Italia. Nacido en 1948, es médico. Fue gobernador de Mato Grosso del Sur entre 2007 y 2015, alcalde de Campo Grande entre 1997 y 2005, diputado federal por Mato Grosso del Sul entre 1995 y 1997 y diputado estatal por Mato Grosso del Sur entre 1987 y 1995. También fue Secretario de Estado de Salud en el estado durante la administración del exgobernador Wilson Barbosa Martins entre 1983 y 1984. Su candidatura fue lanzada en una convención del partido MDB el 5 de agosto. La lista presentó como candidata a vicegobernadora a la exsecretaria de Asistencia Social de Mato Grosso del Sur, Tânia Garib, nacida en 1955 y nacida en Regente Feijó.[9][10]
- Rose Modesto (UNIÃO): Nacida en Fátima do Sul, en 1978. Es docente y diputada federal por Mato Grosso del Sur desde 2019.[11] Fue Vicegobernadora entre 2015 y 2019 y Secretaria de Derechos Humanos, Asistencia Social y Trabajo de Mato Grosso del Sur bajo Reinaldo Azambuja entre 2015 y 2016. También fue concejala de Campo Grande entre 2009 y 2014. Su nombre fue aprobado en una convención del partido Unión Brasil (UNIÃO) el 22 de julio. La boleta presentaba al productor agrícola Alberto Schlatter, nacido en 1932, nacido en Presidente Venceslau y afiliado a Podemos (PODE), como candidato a vicegobernador.[12][13][14][15]
- Marquinhos Trad (PSD): Nacido en Campo Grande, nacido en 1964. Es abogado. Fue alcalde de Campo Grande entre 2017 y 2022, diputado estatal por Mato Grosso del Sur entre 2007 y 2016 y concejal de Campo Grande entre 2005 y 2007. También fue Secretario Municipal de Asuntos Agrarios de Campo Grande en la administración de André Puccinelli de 1996 a 2000. Su candidatura se hizo oficial en una convención partidaria del Partido Social Democrático (PSD) el 30 de julio. La boleta presentaba como candidata a vicegobernadora a la médica Viviane Orro, nacida en 1976, nacida en Aquidauana y también afiliada al PSD.[16][17][18]
- Giselle Marques (PT): Nacida en Campo Grande, en 1968. Es abogada, activista y profesora universitaria. Fue gerente de Control Ambiental de Imasul entre 2002 y 2004 y superintendente de Procon/MS entre 2004 y 2007. Su candidatura se hizo oficial en una convención del PT el 30 de julio.[19] La boleta presentaba al abogado Abilio Vaneli, oriundo de Coxim y también militante del Partido de los Trabajadores, como candidato a vicegobernador.[20][21][22]
- Adonis Marcos (PSOL): Nacido en Cascavel, nacido en 1984. Es empresario. Su candidatura fue oficializada por la Federación PSOL REDE el 24 de julio.[23] La candidatura presentó a Ilmo Candido de Souza, nacido en 1971 y nacido en São Paulo, como candidato a vicegobernador. Ilmo está afiliado a Red de Sostenibilidad (REDE).[24]
- Magno de Souza (PCO): Nacido en Dourados, nació en 1984 y es indígena.[25] El Tribunal Regional Electoral de Mato Grosso del Sur (TRE-MS) rechazó su candidatura por no cumplir con la Ley de Ficha Limpia.[26] (Candidatura rechazada)

### Candidatos oficiales
Candidato electo     Candidato que paso a segunda vuelta
| Fórmula                                                                            | Fórmula                                                                            | Fórmula                                                                            | Fórmula                                                                            | N.º                                                                                | Coalición / Federación                                                             | Tiempo en franja |
| Gobernador/a                                                                       | Gobernador/a                                                                       | Vicegobernador/a                                                                   | Vicegobernador/a                                                                   | N.º                                                                                | Coalición / Federación                                                             | Tiempo en franja |
| ---------------------------------------------------------------------------------- | ---------------------------------------------------------------------------------- | ---------------------------------------------------------------------------------- | ---------------------------------------------------------------------------------- | ---------------------------------------------------------------------------------- | ---------------------------------------------------------------------------------- | ---------------- |
|                                                                                    | Adonis Marcos PSOL                                                                 |                                                                                    | Ilmo Cándido de Oliveira REDE                                                      | 50                                                                                 | Federación PSOL, REDE                                                              | 0:20             |
|                                                                                    | Rose Modesto UNIÃO                                                                 |                                                                                    | Alberto Schlatter PODE                                                             | 44                                                                                 | Tocando Hacia Adelante para Cuidar a Nuestra Gente UNIÃO, PROS, PODE               | 1:56             |
|                                                                                    | Eduardo Riedel PSDB                                                                |                                                                                    | José Carlos Barbosa PP                                                             | 45                                                                                 | Trabajando por un Nuevo Futuro Federación (PSDB, Cidadania), REP, PP, PSB, PL, PDT | 3:45             |
|                                                                                    | André Puccinelli MDB                                                               |                                                                                    | Tania Garib MDB                                                                    | 15                                                                                 | Volver a Trabajar, con el Poder del Pueblo MDB, SD, DC                             | 1:00             |
|                                                                                    | Marquinhos Trad PSD                                                                |                                                                                    | Dra. Viviane Orro PSD                                                              | 55                                                                                 | Cambia MS PSD, Patriota, PTB, PSC                                                  | 1.15             |
|                                                                                    | Giselle Marques PT                                                                 |                                                                                    | Abilio Vaneli PT                                                                   | 13                                                                                 | Federación Brasil de la Esperanza (PT, PV e PCdoB)                                 | 1:25             |
|                                                                                    | Renan Barbosa ContarPRTB                                                           |                                                                                    | Beto Figueiró PRTB                                                                 | 28                                                                                 | Cambio de Verdad (PRTB, Avante)                                                    | 0.16             |
|                                                                                    | Souza Magno PCO                                                                    |                                                                                    | Carlos Martins PCO                                                                 | 29                                                                                 | Partido de la Causa Obrera                                                         |                  |
| Presentación según el orden de la propaganda electoral y representación partidaria | Presentación según el orden de la propaganda electoral y representación partidaria | Presentación según el orden de la propaganda electoral y representación partidaria | Presentación según el orden de la propaganda electoral y representación partidaria | Presentación según el orden de la propaganda electoral y representación partidaria | Presentación según el orden de la propaganda electoral y representación partidaria | Sobras: 0.03     |

## Candidatos al Senado Federal

### Biografías de candidatos
- Tereza Cristina (PP): Nacida en Campo Grande, en 1954. Es agrónoma y empresaria. Fue ministra de Agricultura, Ganadería y Abastecimiento de Brasil entre enero de 2019 y marzo de 2022, durante el gobierno de Jair Bolsonaro. También fue diputada federal entre 2015 y 2023 (en excedencia entre 2019 y 2022) y secretaria de Desarrollo Agrario, Producción, Industria, Comercio y Turismo de Mato Grosso del Sur entre 2007 y 2014, bajo André Puccinelli.[36] Su candidatura se hizo oficial en una convención del partido Progresistas (PP) el 5 de agosto de 2022.[37] El candidato a primer suplente en su boleta al Senado Federal es el teniente de las Fuerzas Armadas de Brasil, Aparecido Andrade Portela (conocido como teniente Portela), nacido en 1961, nacido en Tarabai y afiliado al Partido Liberal (PL).[38] El candidato al segundo suplente en la lista de Tereza Cristina es el médico Paulo Salomão, nacido en 1980, nacido en São Paulo y afiliado a Progresistas (PP).[39]
- Mandetta (UNIÃO): Luiz Henrique Mandetta nació en Campo Grande en 1964. Es ortopedista. Fue Ministro de Salud en el Gobierno de Jair Bolsonaro desde enero de 2019 hasta abril de 2020.[40] También fue diputado federal por el estado de Mato Grosso del Sur entre 2011 y 2019 y secretario de Salud de Campo Grande, en la gestión de Nelsinho Trad.[41] Su candidatura se hizo oficial en una convención del partido Unión Brasil (UNIÃO) el 22 de julio de 2022.[42] El candidato a primer suplente en su boleta al Senado Federal es el empresario Sérgio Murilo, nacido en Salvador en 1962 y afiliado a Podemos (PODE).[43] El candidato a segundo suplente en su boleta sería inicialmente el exconcejal de Planaltina, Deusimar Alves, afiliado al Partido Republicano del Orden Social (PROS),[44] pero este fue reemplazado en septiembre de 2022 por la empresaria Maisa Uemura, nacida en 1965 en Dourados y afiliada a Unión Brasil (UNIÃO).[45][46]
- Profesor Tiago Botelho (PT): Tiago Resende Botelho nació en Ivinhema en 1983. Es profesor.[47] Su candidatura fue oficializada por el Partido de los Trabajadores el 30 de julio de 2022. Su candidatura se hizo oficial en una convención partidaria del Partido de los Trabajadores el 30 de julio de 2022.[48] La candidata a primera suplente de su lista es la funcionaria jubilada Eloisa Castro Berro, nacida en Tupã, en 1956 y también militante del Partido de los Trabajadores.[49] El candidato al segundo suplente de su boleta es el empresario Bruno Migueis, nacido en Corumbá, en 1986 y afiliado al Partido de los Trabajadores.[50]
- Juez Odilon (PSD): Odilon de Oliveira nació en 1949, es oriundo de Exu[51] y fue juez federal entre 1987 y 2017, cuando se retiró para postularse a un cargo político. Se hizo conocido internacionalmente por su trabajo en la lucha contra el crimen organizado, especialmente en la región fronteriza de Brasil y Paraguay, habiendo arrestado a cientos de narcotraficantes y desbaratado decenas de organizaciones criminales. Disputó las elecciones generales de 2018 como candidato a la gubernatura del Estado de Mato Grosso do Sul, siendo derrotado por Reinaldo Azambuja en la segunda vuelta.[52] Su candidatura se hizo oficial en una convención partidaria del Partido Social Democrático (PSD) el 1 de agosto de 2022.[53] El candidato a primer suplente de su lista es el empresario Wilson Joaquim da Silva, nacido en Tumiritinga, nacido en 1953 y afiliado al Partido Social Cristiano 8PSC).[54] El candidato al segundo suplente de su boleta es el doctor Domingos Albaneze, nacido en Corumbá en 1953 y afiliado también al Partido Social Democrático (PSD).[55]
- Jeferson Bezerra (AGIR): Bezerra es periodista y editor, nació en 1973 y es de Dourados.[56] Su candidatura se hizo oficial en una convención virtual del partido AGIR el 2 de agosto de 2022.[57] El candidato para el primer suplente de su lista es el mecánico Adriano Bezerra, nacido en 1980, también natural de Dourados y afiliado a la AGIR.[58] El candidato al segundo suplente de su lista es Geovando Braga, nacido en 1972, natural de Dourados y afiliado a AGIR.[59]
- Anizio Tocchio (PSOL): Nacido en São Francisco de Goiás, nació en 1972.[60] Su candidatura se encuentra sub judice en el Tribunal Superior Electoral (TSE) por problemas con el registro de la candidatura de su primer suplente.[61] (Candidatura no válida)

### Candidatos oficiales
Candidato electo
| Senador/a                                                                          | Senador/a                                                                          | Senador/a                                                                          | Suplentes                                                                          | Suplentes                                                                          | Suplentes                                                                          | N.º                                                                                | Coalición/Federación                                                               | Tiempo en franja |
| Candidatos                                                                         | Partido                                                                            | Partido                                                                            | Candidatos                                                                         | Partido                                                                            | Partido                                                                            | N.º                                                                                | Coalición/Federación                                                               | Tiempo en franja |
| ---------------------------------------------------------------------------------- | ---------------------------------------------------------------------------------- | ---------------------------------------------------------------------------------- | ---------------------------------------------------------------------------------- | ---------------------------------------------------------------------------------- | ---------------------------------------------------------------------------------- | ---------------------------------------------------------------------------------- | ---------------------------------------------------------------------------------- | ---------------- |
| Anizio Tocchio                                                                     |                                                                                    | PSOL                                                                               | 1°: Marcio Benites                                                                 |                                                                                    | PSOL                                                                               | 500                                                                                | Federación PSOL, REDE                                                              | 0:12             |
| Anizio Tocchio                                                                     | 2°: Diana Sheila                                                                   | PSOL                                                                               |                                                                                    | REDE                                                                               |                                                                                    | 500                                                                                | Federación PSOL, REDE                                                              | 0:12             |
| Luiz Henrique Mandetta                                                             |                                                                                    | UNIÃO                                                                              | 1°: Ségio Murilo                                                                   |                                                                                    | PODE                                                                               | 444                                                                                | Tocando Hacia Adelante para Cuidar a Nuestra Gente UNIÃO, PROS, PODE               | 1:06             |
| Luiz Henrique Mandetta                                                             | 2°: Maisa Uemura                                                                   | UNIÃO                                                                              |                                                                                    | UNIÃO                                                                              |                                                                                    | 444                                                                                | Tocando Hacia Adelante para Cuidar a Nuestra Gente UNIÃO, PROS, PODE               | 1:06             |
| Odilon de Oliveira                                                                 |                                                                                    | PSD                                                                                | 1°: Wilson Joaquim da Silva                                                        |                                                                                    | PSC                                                                                | 555                                                                                | Cambia MS PSD, Patriota, PTB, PSC                                                  | 0:43             |
| Odilon de Oliveira                                                                 | 2°: Domingos Albaneze                                                              | PSD                                                                                |                                                                                    | PSD                                                                                |                                                                                    | 555                                                                                | Cambia MS PSD, Patriota, PTB, PSC                                                  | 0:43             |
| Tereza Cristina                                                                    |                                                                                    | PP                                                                                 | 1°: Teniente Portela                                                               |                                                                                    | PL                                                                                 | 111                                                                                | Trabajando por un Nuevo Futuro Federación (PSDB, Cidadania), REP, PP, PSB, PL, PDT | 2:07             |
| Tereza Cristina                                                                    | 2°: Paulo Salomao                                                                  | PP                                                                                 |                                                                                    | PP                                                                                 |                                                                                    | 111                                                                                | Trabajando por un Nuevo Futuro Federación (PSDB, Cidadania), REP, PP, PSB, PL, PDT | 2:07             |
| Tiago Botelho                                                                      |                                                                                    | PT                                                                                 | 1°: Eloísa                                                                         |                                                                                    | PT                                                                                 | 133                                                                                | Federación Brasil de la Esperanza (PT, PV e PCdoB)                                 | 0:49             |
| Tiago Botelho                                                                      | 2º: Bruno Migueis                                                                  | PT                                                                                 |                                                                                    |                                                                                    | PT                                                                                 | 133                                                                                | Federación Brasil de la Esperanza (PT, PV e PCdoB)                                 | 0:49             |
| Jeferson Bezerra                                                                   |                                                                                    | AGIR                                                                               | 1°: José Alves                                                                     |                                                                                    | AGIR                                                                               | 368                                                                                | Actuar                                                                             |                  |
| Jeferson Bezerra                                                                   | 2º: Geovando Braga                                                                 | AGIR                                                                               |                                                                                    |                                                                                    | AGIR                                                                               | 368                                                                                | Actuar                                                                             |                  |
| Presentación según el orden de la propaganda electoral y representación partidaria | Presentación según el orden de la propaganda electoral y representación partidaria | Presentación según el orden de la propaganda electoral y representación partidaria | Presentación según el orden de la propaganda electoral y representación partidaria | Presentación según el orden de la propaganda electoral y representación partidaria | Presentación según el orden de la propaganda electoral y representación partidaria | Presentación según el orden de la propaganda electoral y representación partidaria | Presentación según el orden de la propaganda electoral y representación partidaria | Sobras: 0.03     |

## Debates
Candidatos invitados     Candidatos no invitados
| Fecha      | Organizadores              | Adonis (PSOL) | Contar (PRTB) | Puccinelli (MDB) | Trad (PSD) | Giselle (PT) | Modesto (UNIÃO) | Riedel (PSDB) | Magno (PCO) |
| ---------- | -------------------------- | ------------- | ------------- | ---------------- | ---------- | ------------ | --------------- | ------------- | ----------- |
| 6/09/2022  | Portada y Morena FM        | P             | P             | P                | P          | P            | P               | P             | P           |
| 14/09/2022 | FETEMÁTICAS                | P             | P             | P                | P          | P            | P               | P             | P           |
| 26/09/2022 | Noticias TopMídia y SBT MS | P             | P             | P                | P          | P            | P               | P             | P           |
| 27/09/2022 | TV Morena                  | P             | P             | P                | P          | P            | P               | P             | NI          |

## Encuestas

### Gobernador
| Período     | Instituto                       | Puccinelli (MDB) | Trad (PSD)                     | Contar (PRTB) | Riedel (PSDB) | Modesto (UNIÃO) | Giselle (PT) | Magno (PCO) | Adonis (PSOL) | B/N   | NS/NR | Ventaja |      |      |      |      |      |
| ----------- | ------------------------------- | ---------------- | ------------------------------ | ------------- | ------------- | --------------- | ------------ | ----------- | ------------- | ----- | ----- | ------- | ---- | ---- | ---- | ---- | ---- |
| Período     | Instituto                       | 14-18/08         | Paraná Pesquisas MS-04144/2022 | 25,1%         | 16,8%         | 13,6%           | 13,2%        | 10,5%       | 3,2%          | B/N   | NS/NR | Ventaja | 1,1% | 0,5% | 8,7% | 7,4% | 8,3% |
| 22-23/08    | RealTime Big Data MS-06707/2022 | 21%              | 18%                            | 12%           | 14%           | 12%             | 4%           | 0%          | 0%            | 8%    | 11%   | 3%      |      |      |      |      |      |
| 02-03/09    | RealTime Big Data MS-08696/2022 | 22%              | 18%                            | 11%           | 17%           | 13%             | 5%           | 0%          | 0%            | 6%    | 8%    | 4%      |      |      |      |      |      |
| 31/08-05/09 | IPP MS-8600/2022                | 21,95%           | 16,95%                         | 13,41%        | 15,12%        | 15,37%          | 4,15%        | 0,24%       | 0,24%         | 3,78% | 8,78% | 5%      |      |      |      |      |      |
| 09-15/09    | IPEC MS-08792/2022              | 25%              | 17%                            | 9%            | 12%           | 14%             | 2%           | 0%          | 0%            | 8%    | 13%   | 8%      |      |      |      |      |      |
| 16-17/09    | RealTime Big Data MS-09079/2022 | 24%              | 18%                            | 10%           | 17%           | 14%             | 6%           | 0%          | 0%            | 5%    | 6%    | 6%      |      |      |      |      |      |
| 24-26/09    | RealTime Big Data MS-06622/2022 | 22%              | 19%                            | 12%           | 17%           | 16%             | 6%           | 0%          | 0%            | 4%    | 4%    | 3%      |      |      |      |      |      |
| 24-28/09    | Paraná Pesquisas MS-04278/2022  | 21,3%            | 16,2%                          | 13,1%         | 18,5%         | 13,6%           | 2,9%         | 0,3%        | 0,5%          | 7,3%  | 6,4%  | 2,8%    |      |      |      |      |      |
| 28-29/09    | RealTime Big Data MS-02982/2022 | 20%              | 14%                            | 15%           | 20%           | 15%             | 5%           | 0%          | 0%            | 3%    | 8%    | Empate  |      |      |      |      |      |
| 29/09-01/10 | IPEC MS-00268/2022              | 28%              | 16%                            | 15%           | 16%           | 11%             | 3%           | 0%          | 1%            | 5%    | 5%    | 12%     |      |      |      |      |      |

### Segunda vuelta
| Período  | Instituto                       | Muestra | Contar (PRTB) | Riedel (PSDB)                   | B/N  | NS/NR | Ventaja |       |     |     |    |    |     |
| -------- | ------------------------------- | ------- | ------------- | ------------------------------- | ---- | ----- | ------- | ----- | --- | --- | -- | -- | --- |
| Período  | Instituto                       | Muestra | 14-15/10      | RealTime Big Data MS-03328/2022 | B/N  | NS/NR | Ventaja | 1 000 | 50% | 38% | 6% | 6% | 12% |
| 13-16/10 | Veritá MS-07487/2022            | 1 221   | 50,6%         | 39,9%}                          | 4,8% | 4,7%  | 10,7%   |       |     |     |    |    |     |
| 19-21/10 | IPEC MS-07115/2022              | 800     | 45%           | 45%                             | 6%   | 5%    | Empate  |       |     |     |    |    |     |
| 21-22/10 | RealTime Big Data MS-01621/2022 | 1 000   | 46%           | 46%                             | 4%   | 4%    | Empate  |       |     |     |    |    |     |
| 21-25/10 | Veritá MS-03090/2022            | 1 221   | 51,3%         | 42,9%                           | 3,3% | 2,5%  | 8,4%    |       |     |     |    |    |     |
| 22-25/10 | Serpes MS-01111/2022            | 812     | 44,2%         | 42%                             | 6,2% | 7,6%  | 2,2%    |       |     |     |    |    |     |

### Senador Federal
| Período     | Instituto                       | Muestra | Cristina (PP) | Odilon (PSD)                   | Mandetta (UNIÃO) | Botelho (PT) | Bezerra (Agir) | Tocchio (PSOL) | B/N   | NS/NR  | Ventaja |      |      |      |       |       |       |
| ----------- | ------------------------------- | ------- | ------------- | ------------------------------ | ---------------- | ------------ | -------------- | -------------- | ----- | ------ | ------- | ---- | ---- | ---- | ----- | ----- | ----- |
| Período     | Instituto                       | Muestra | 14-18/08      | Paraná Pesquisas MS-04144/2022 | 1 540            | 34,7%        | 22,3%          | 13,6%          | B/N   | NS/NR  | Ventaja | 5,5% | 1,4% | 0,5% | 11,3% | 10,8% | 12,4% |
| 22-23/08    | RealTime Big Data MS-06707/2022 | 1 500   | 40%           | 16%                            | 10%              | 6%           | 1%             | 0%             | 10%   | 17%    | 24%     |      |      |      |       |       |       |
| 02-03/09    | RealTime Big Data MS-08696/2022 | 1 000   | 41%           | 16%                            | 12%              | 6%           | 1%             | 1%             | 8%    | 15%    | 25%     |      |      |      |       |       |       |
| 31/08-05/09 | IPP MS-8600/2022                | 820     | 39,39%        | 24,88%                         | 10,61%           | 4,76%        | 0,49%          | 0,85%          | 4,63% | 14,39% | 14,51%  |      |      |      |       |       |       |
| 09-15/09    | IPEC MS-08792/2022              | 800     | 38%           | 20%                            | 14%              | 5%           | 1%             | 0%             | 8%    | 13%    | 18%     |      |      |      |       |       |       |
| 16-17/09    | RealTime Big Data MS-09079/2022 | 1 000   | 42%           | 17%                            | 14%              | 5%           | 0%             | 0%             | 8%    | 14%    | 25%     |      |      |      |       |       |       |
| 24-26/09    | RealTime Big Data MS-06622/2022 | 1 000   | 41%           | 16%                            | 20%              | 6%           | 0%             | 0%             | 6%    | 11%    | 21%     |      |      |      |       |       |       |
| 24-28/09    | Paraná Pesquisas MS-04278/2022  | 1 540   | 45,1%         | 15,1%                          | 15,8%            | 4,9%         | 0,4%           | 0,7%           | 10%   | 8,1%   | 29,3%   |      |      |      |       |       |       |
| 28-29/09    | RealTime Big Data MS-02982/2022 | 1 000   | 47%           | 18%                            | 18%              | 7%           | 0%             | 0%             | 3%    | 7%     | 29%     |      |      |      |       |       |       |
| 29/09-01/10 | IPEC MS-00268/2022              | 800     | 44%           | 18%                            | 15%              | 7%           | 1%             | 1%             | 6%    | 9%     | 26%     |      |      |      |       |       |       |

## Resultados

### Gobernador
| Fórmula                   | Fórmula                     | Fórmula                         | Primera vuelta | Primera vuelta | Segunda vuelta | Segunda vuelta |
| Gobernador/a              | Gobernador/a                | Vicegobernador/a                | Votos          | %              | Votos          | %              |
| ------------------------- | --------------------------- | ------------------------------- | -------------- | -------------- | -------------- | -------------- |
|                           | Eduardo Riedel (PSDB)       | Roberto Barbosa (PP)            | 384.275        | 25,16          | 808.210        | 56,90          |
|                           | Renan Barbosa Contar (PRTB) | Beto Figueiró (PRTB)            | 361.981        | 26,71          | 612.113        | 43,10          |
|                           | André Puccinelli (MDB)      | Tania Garib (MDB)               | 247.093        | 17,18          |                |                |
|                           | Rose Modesto (UNIÃO)        | Alberto Schlatter (PODE)        | 178.599        | 12,42          |                |                |
|                           | Giselle Marques (PT)        | Abílio Vaneli (PT)              | 135.556        | 9,42           |                |                |
|                           | Marcos Trad (PSD)           | Dra. Viviane Orro (PSD)         | 124.795        | 8,68           |                |                |
|                           | Adônis Marcos (PSOL)        | Ilmo Cândido de Oliveira (REDE) | 3.251          | 0,23           |                |                |
|                           | Magno de Souza (PCO)        | Carlos Martins (PCO)            | 2.892          | 0,20           |                |                |
|                           |                             |                                 |                |                |                |                |
| Votos válidos             | Votos válidos               | Votos válidos                   | 1.435.550      | 92,44          | 1.420.323      | 91,78          |
| Votos en blanco           | Votos en blanco             | Votos en blanco                 | 53.082         | 3,42           | 39.059         | 2,52           |
| Votos nulos               | Votos nulos                 | Votos nulos                     | 61.130         | 3,94           | 88.228         | 5,70           |
| Votos rechazados          | Votos rechazados            | Votos rechazados                | 2.892          | 0,20           | 0              | 0              |
| Total                     | Total                       | Total                           | 1.552.654      | 100,00         | 1.547.610      | 100,00         |
| Registrados/Participación | Registrados/Participación   | Registrados/Participación       | 1.993.121      | 77,90          | 1.993.450      | 77,63          |

### Senador Federal
| Candidato                 | Candidato                      | Votos     | %      |
| ------------------------- | ------------------------------ | --------- | ------ |
|                           | Tereza Cristina (PP)           | 829.149   | 60,85  |
|                           | Luiz Henrique Mandetta (UNIÃO) | 206.093   | 15,12  |
|                           | Tiago Botelho (PT)             | 178.041   | 13,07  |
|                           | Juiz Odilon (PSD)              | 146.261   | 10,73  |
|                           | Anizio Tocchio (PSOL)          | 2.101     | 0,15   |
|                           | Jeferson Bezerra (Agir)        | 1.000     | 0,07   |
|                           |                                |           |        |
| Votos válidos             | Votos válidos                  | 1.360.544 | 87,76  |
| Votos en blanco           | Votos en blanco                | 91.077    | 5,87   |
| Votos nulos               | Votos nulos                    | 98.932    | 6,37   |
| Votos rechazados          | Votos rechazados               | 2.101     | 0,15   |
| Total                     | Total                          | 1.552.654 | 100,00 |
| Registrados/Participación | Registrados/Participación      | 1.993.121 | 77,90  |

### Diputados federales electos
Se listan los candidatos electos con información complementaria de la Cámara de Diputados.
| Nombre                   | Partido | Votos   | Ciudad de origen      | Estado              |
| ------------------------ | ------- | ------- | --------------------- | ------------------- |
| Marcos Pollon            | PL      | 103.111 | Dourados              | Mato Grosso del Sur |
| Beto Pereira             | PSDB    | 97.872  | Campo Grande          | Mato Grosso del Sur |
| Geraldo Resende          | PSDB    | 96.519  | Córrego Danta         | Minas Gerais        |
| Vander Loubet            | PT      | 76.571  | Porto Murtinho        | Mato Grosso del Sur |
| Camila Jara              | PT      | 56.552  | Campo Grande          | Mato Grosso del Sur |
| Dagoberto Nogueira Filho | PSDB    | 48.217  | São José do Rio Preto | São Paulo           |
| Luiz Ovando              | PP      | 45.491  | Corumbá               | Mato Grosso del Sur |
| Rodolfo Nogueira         | PL      | 41.773  | Dourados              | Mato Grosso del Sur |

#### Por Partido/Federación
| N.º                       | Partido                                          | Votos     | %      | Escaños | ±           |
| ------------------------- | ------------------------------------------------ | --------- | ------ | ------- | ----------- |
| 45                        | Partido de la Social Democracia Brasileña (PSDB) | 317.502   | 19,75  | 3       | 1           |
| 22                        | Partido Liberal (PL)                             | 218.427   | 16,10  | 2       | 2           |
| 13                        | Partido de los Trabajadores (PT)                 | 202.366   | 14,91  | 2       | 1           |
| 11                        | Progresistas (PP)                                | 146.606   | 10,80  | 1       | 1           |
| 15                        | Movimento Democrático Brasileiro (MDB)           | 109.283   | 8,05   | 0       | Sin cambios |
| 55                        | Partido Social Democrático (PSD)                 | 82.584    | 6,09   | 0       | 1           |
| 10                        | Republicanos (REP)                               | 75.274    | 5,55   | 0       | Sin cambios |
| 19                        | Podemos (PODE)                                   | 63.976    | 4,71   | 0       | Sin cambios |
| 44                        | Unión Brasil (UNIÃO)                             | 63.354    | 4,67   | 0       | 3           |
| 14                        | Partido Laborista Brasileiro (PTB)               | 30.038    | 2,21   | 0       | Sin cambios |
| 70                        | Avante (AVANTE)                                  | 23.629    | 1,74   | 0       | Sin cambios |
| 28                        | Partido Renovador Laborista Brasileño (PRTB)     | 22.135    | 1,63   | 0       | Sin cambios |
| 12                        | Partido Democrático Laborista (PDT)              | 12.566    | 0,93   | 0       | 1           |
| 77                        | Solidaridad (SD)                                 | 9.219     | 0,68   | 0       | Sin cambios |
| 40                        | Partido Socialista Brasileiro (PSB)              | 8.599     | 0,64   | 0       | Sin cambios |
| 30                        | Partido Nuevo (NOVO)                             | 7.183     | 0,53   | 0       | Sin cambios |
| 50                        | Partido Socialismo y Libertad (PSOL)             | 6.098     | 0,45   | 0       | Sin cambios |
| 90                        | Partido Republicano de Orden Social (PROS)       | 2.264     | 0,17   | 0       | Sin cambios |
| 43                        | Partido Verde (PV)                               | 1.480     | 0,11   | 0       | Sin cambios |
| 65                        | Partido Comunista de Brasil (PCdoB)              | 1.370     | 0,10   | 0       | Sin cambios |
| 18                        | Red de Sostenibilidad (REDE)                     | 1.073     | 0,08   | 0       | Sin cambios |
| 36                        | Actuar (AGIR-36)                                 | 823       | 0,06   | 0       | Sin cambios |
| 27                        | Democracia Cristiana (DC)                        | 528       | 0,04   | 0       | Sin cambios |
|                           |                                                  |           |        |         |             |
| Votos válidos             | Votos válidos                                    | 1.356.862 | 87,38  |         |             |
| Votos en blanco           | Votos en blanco                                  | 94.828    | 6,11   |         |             |
| Votos nulos               | Votos nulos                                      | 51.349    | 3,31   |         |             |
| Votos rechazados          | Votos rechazados                                 | 49.615    | 3,20   |         |             |
| Total                     | Total                                            | 1.552.654 | 100,00 | 8       | Sin cambios |
| Registrados/Participación | Registrados/Participación                        | 1.993.121 | 77,90  |         |             |

### Diputados estatales electos
Diputados estatales electos para representar las 24 curules de la Asamblea Legislativa de Mato Grosso del Sur.
| Nombre                        | Partido      | Votos  | Ciudad de origen    | Estado              |
| ----------------------------- | ------------ | ------ | ------------------- | ------------------- |
| Mara Caseiro                  | PSDB         | 49.512 | Umuarama            | Paraná              |
| Paulo Corrêa                  | PSDB         | 49.184 | Campo Grande        | Mato Grosso del Sur |
| Zeca do PT                    | PT           | 47.193 | Porto Murtinho      | Mato Grosso del Sur |
| Jamilson Name                 | PSDB         | 43.435 | Sidrolândia         | Mato Grosso del Sur |
| Zé Teixeira                   | PSDB         | 39.329 | Guanambi            | Bahía               |
| Lídio Lopes                   | Patriota     | 32.412 | Iguatemi            | Mato Grosso del Sur |
| Caravina                      | PSDB         | 31.952 | Presidente Prudente | São Paulo           |
| Coronel David                 | PL           | 31.480 | Campo Grande        | Mato Grosso del Sur |
| Pedro Kemp                    | PT           | 27.969 | Presidente Prudente | São Paulo           |
| Lucas de Lima do Amor Sem Fim | PDT          | 26.575 | Alto Alegre         | São Paulo           |
| Junior Mochi                  | MDB          | 26.108 | Itápolis            | São Paulo           |
| João Henrique                 | PL           | 25.914 | Campo Grande        | Mato Grosso del Sur |
| Gerson Claro                  | PP           | 25.839 | Itaporã             | Mato Grosso del Sur |
| Londres Machado               | PP           | 25.691 | Rio Brilhante       | Mato Grosso del Sur |
| Antônio Vaz                   | Republicanos | 19.395 | Sorocaba            | São Paulo           |
| Rafael Tavares                | PRTB         | 18.224 | Campo Grande        | Mato Grosso del Sur |
| Renato Câmara                 | MDB          | 17.756 | Ivinhema            | Mato Grosso del Sur |
| Amarildo Cruz                 | PT           | 17.249 | Presidente Epitácio | São Paulo           |
| Neno Razuk                    | PL           | 17.023 | Campo Grande        | Mato Grosso del Sur |
| Marcio Fernandes              | MDB          | 16.111 | Umuarama            | Paraná              |
| Pedrossian Neto               | PSD          | 15.994 | Campo Grande        | Mato Grosso del Sur |
| Lia Nogueira                  | PSDB         | 15.155 | Dourados            | Mato Grosso del Sur |
| Roberto Hashioka              | UNIÃO        | 13.662 | Tupã                | São Paulo           |
| Professor Rinaldo Modesto     | PODE         | 12.800 | Glória de Dourados  | Mato Grosso del Sur |

#### Por Partido/Federación
| N.º                       | Partido                                          | Votos     | %      | Escaños | ±           |
| ------------------------- | ------------------------------------------------ | --------- | ------ | ------- | ----------- |
| 45                        | Partido de la Social Democracia Brasileña (PSDB) | 287.927   | 18,38  | 6       | 2           |
| 13                        | Partido de los Trabajadores (PT)                 | 151.432   | 10,78  | 3       | 1           |
| 15                        | Movimento Democrático Brasileiro (MDB)           | 143.237   | 10,20  | 3       | 1           |
| 22                        | Partido Liberal (PL)                             | 132.945   | 9,47   | 3       | 2           |
| 11                        | Progresistas (PP)                                | 116.417   | 8,29   | 2       | 3           |
| 44                        | Unión Brasil (UNIÃO)                             | 83.208    | 6,64   | 1       | 3           |
| 55                        | Partido Social Democrático (PSD)                 | 81.146    | 5,78   | 1       | Sin cambios |
| 12                        | Partido Democrático Laborista (PDT)              | 72.125    | 5,14   | 1       | Sin cambios |
| 10                        | Republicanos (REP)                               | 69.264    | 4,93   | 1       | Sin cambios |
| 19                        | Podemos (PODE)                                   | 68.498    | 4,88   | 1       | 1           |
| 28                        | Partido Renovador Laborista Brasileño (PRTB)     | 62.577    | 4,46   | 1       | 1           |
| 51                        | Patriota (PATRI)                                 | 51.532    | 3,67   | 1       | Sin cambios |
| 40                        | Partido Socialista Brasileiro (PSB)              | 44.882    | 3,20   | 0       | Sin cambios |
| 14                        | Partido Laborista Brasileiro (PTB)               | 15.410    | 1,11   | 0       | Sin cambios |
| 77                        | Solidaridad (SD)                                 | 11.595    | 0,83   | 0       | 1           |
| 50                        | Partido Socialismo y Libertad (PSOL)             | 7.715     | 0,55   | 0       | Sin cambios |
| 18                        | Red de Sostenibilidad (REDE)                     | 5.748     | 0,41   | 0       | Sin cambios |
| 43                        | Partido Verde (PV)                               | 5.500     | 0,39   | 0       | Sin cambios |
| 23                        | Ciudadanía (Cidadania)                           | 5.108     | 0,37   | 0       | Sin cambios |
| 70                        | Avante (AVANTE)                                  | 2.674     | 0,19   | 0       | Sin cambios |
| 90                        | Partido Republicano de Orden Social (PROS)       | 1.641     | 0,12   | 0       | Sin cambios |
| 36                        | Actuar (AGIR-36)                                 | 1.555     | 0,11   | 0       | Sin cambios |
| 65                        | Partido Comunista de Brasil (PCdoB)              | 1.259     | 0,09   | 0       | Sin cambios |
| 27                        | Democracia Cristiana (DC)                        | 278       | 0,02   | 0       | Sin cambios |
|                           |                                                  |           |        |         |             |
| Votos válidos             | Votos válidos                                    | 1.404.566 | 90,46  |         |             |
| Votos en blanco           | Votos en blanco                                  | 85.541    | 5,51   |         |             |
| Votos nulos               | Votos nulos                                      | 43.439    | 2,80   |         |             |
| Votos rechazados          | Votos rechazados                                 | 19.108    | 1,23   |         |             |
| Total                     | Total                                            | 1.552.654 | 100,00 | 24      | Sin cambios |
| Registrados/Participación | Registrados/Participación                        | 1.993.121 | 77,90  |         |             |